# Wolf Martin
Wolf Martin (* 31. Juli 1948; † 12. April 2012 in Wien; eigentlich Wolfgang Martinek) war ein österreichischer Autor. Er verfasste von 1989 bis kurz vor seinem Tod täglich das Gedicht In den Wind gereimt in der Kronen Zeitung.

## Leben
Martinek studierte zunächst Geschichte und Kunst in Wien, brach jedoch sein Studium bald ab und arbeitete nach Aufenthalten in psychiatrischen Kliniken als Beamter im Außendienst der Österreichischen Glücksspiel-Monopolverwaltung.
Laut Eigenangaben begann er bei der katholischen MKV-Verbindung „Kreuzenstein“. Nach einem kurzen Liebäugeln mit dem Marxismus fand er sein Heil vorübergehend in Wallfahrten nach Lourdes und Fátima. Daneben begann er, sich literarisch zu betätigen.
Anfang der 1980er Jahre schloss sich Martin der gerade gegründeten Homosexuellen-Initiative HOSI in Wien an, um gegen die Diskriminierung von Homosexuellen vorzugehen. In der HOSI-Zeitung Lambda-Nachrichten veröffentlichte er erstmals unter seinem Pseudonym „Wolf Martin“. Er schrieb dort Aufsätze unter dem Titel Sternbilder, in denen er laut Falter „seine schwulen Streifzüge und Exzesse“ verarbeitete und beschrieb.
Ende der 1980er Jahre veröffentlichte Martinek erstmals im linksliberalen Debattenblatt FORVM ein Dramolett, in dem er gegen Hans Dichand und Kurt Waldheim spottete. Fortan machte sich Martin als provokanter Autor gegen Xenophobie, aber auch gegen die Kirche und die FPÖ einen Namen. So ließ er in einem Dramolett Adolf Hitler in Anspielung auf Jörg Haider ausrufen: „Meine Hoffnung ist der Jörg!“. In einem Gedicht legte er dem Wiener Weihbischof Kurt Krenn in Anspielung auf dessen Körpergewicht folgende Worte in den Mund: „Den Sünden all ich widersteh, / indem ich in die Breite geh. / Ihr Christenmenschen, tut mir’s gleich, / dann kommt ihr in das Himmelreich.“
Nach Martineks eigenen Angaben wurde der Krone-Herausgeber Hans Dichand über einen Text im FORVM auf den Autor aufmerksam und holte ihn 1989 als freien Mitarbeiter zur Krone, wo er am 1. April sein erstes Gedicht schreibt. Seither agierte Martinek in der Krone als regelmäßiger freier Autor: Er verfasste jeden Tag ein mehrzeiliges Gedicht unter der Rubrik In den Wind gereimt, nahm aber an keinerlei redaktionsinternen Terminen teil, sondern lieferte lediglich die Texte zu.
Im Jahr 1991 schickte ihn die Glücksspiel-Monopolverwaltung krankheitshalber in Frühpension.
Martinek griff im Jahr 1995 in zwei Krone-Gedichten massiv homosexuelle Menschen an. Am 28. Juli bezog er gegen „schwule linke Kirchenfresser“ Stellung, am 10. September ortete er einen „Feldzug“ der „Linkslinken“ für „Landesverräter, Blasphemisten, für Kreuz-Entferner in den Schulen“ sowie „für Gruppen von verrückten Schwulen“. Daraufhin wurde er von einigen Mitgliedern der HOSI als ehemaliger Hosi-Aktivist geoutet. Das Nachrichtenmagazin Profil warf ihm daraufhin in einem Interview „Schwulenhetze“ vor. Martin dementierte das. Er habe niemals Schwule pauschal angegriffen.
Nicht nur seine Angriffe gegen Homosexuelle sorgten für Kritik an seiner Person. Für Aufsehen sorgten auch Gedichte, in denen er einzelne Künstler oder Personen öffentlichen Lebens frontal angriff: eine Polemik gegen Rudolf Scholten wurde etwa von Profil als antisemitisch beurteilt, in einem anderen Gedicht warf er Claus Peymann, Elfriede Jelinek und Peter Turrini vor, die Bühnenbretter des Burgtheaters mit „penetrantem Dreck“ zu besudeln. Kritisiert wurden auch seine Gedichte, in denen er die Migration als „sanften Holocaust“ bezeichnete, vor der „Vermischung“ der Völker warnte, Obdachlose als „lästig wie die Läus' und Wanzen“ bezeichnete oder – ganz im Gegensatz zu seinen Texten im FORVM – gegen Ausländer Stimmung machte.
Solche pauschalverurteilende Texte brachten ihm zahlreiche Verurteilungen durch den Österreichischen Presserat ein. Für besondere Diskussionen sorgten seine Gedichte an den Geburtstagen Adolf Hitlers, am 20. April 1994 und 2001. So schrieb er 1994, er feiere, „wenn man mich lässt, heut jenes Adolfs Wiegenfest, der einst in unserm schönen Land an allererster Stelle stand“, womit er den ehemaligen österreichischen Bundespräsidenten Adolf Schärf gemeint haben will, der am selben Tag Geburtstag hat. (Auch der rechtsextreme Liedermacher Frank Rennicke verwendet in einem seiner Songs, teilweise wörtlich identisch, dasselbe Thema.) 2001 begann er das Gedicht mit „Fürwahr, ein großer Tag ist heut, ich hab mich lang auf ihn gefreut“ und beendete es mit den Worten „Ihm sei’s zur Ehre, uns zum Heil!“. Diesmal will er sich auf die zweite Staffel der ORF-Reality-Soap Taxi Orange bezogen wissen.
Am 30. März 2012 wurde bekannt, dass Wolf Martin aus gesundheitlichen Gründen seine Tätigkeit für die Kronen-Zeitung beendet. Am 31. März, nach exakt 23 Jahren bei der Krone, wurde sein letztes „In den Wind gereimt“-Gedicht in der Krone veröffentlicht. Martin verstarb am 12. April 2012 in Wien. Er wurde am Wiener Zentralfriedhof bestattet.